# 小偷家族
《小偷家族》（日语：万引き家族）是一部2018年是枝裕和執導的日本劇情片。入圍第71屆坎城影展官方競賽單元，獲得金棕櫚獎。

## 劇情
在東京都荒川區的某處，住著貧困的一家人：柴田治是一名臨時工；他的同居人信代從事工業洗衣工作；亞紀在成人俱樂部工作，小男孩祥太被柴田治撿回家後就一起生活。房子的所有人是老婦初枝，她以亡夫的養老年金支持全家生計。
柴田治和祥太經常在商店中偷竊，在一個特別寒冷的夜晚，他們看到鄰居女孩樹里被困在公寓的陽台。他們於是把樹里帶回家，在得知她遭到父母親虐待後選擇把她留下。
過了幾個月後，一家從電視上得知警方正在調查樹里的失踪案，於是他們將樹里頭髮剪短，並燒掉她的舊衣服以掩人耳目。
老婦初枝每月都會拜訪前夫的兒子並收取金錢，他們聲稱女兒亞紀正在澳大利亞留學。夏天，初枝一家一起坐車去海邊遊玩。不久之後初枝在睡夢中去世，柴田治和信代將她埋葬在房子下面，並繼續詐領她的養老金。
有一天，柴田治打破汽車車窗，從車裡偷了包包，祥太覺得這種行為打破了他們訂下的道德準則。在超市，祥太為了掩護樹裏偷一包泡麵的行為，偷竊水果弄出大动静，被店員發現後，從橋上跳下來，因而摔斷了腿。祥太因此住院，被警察拘留，柴田治與信代、亞紀、樹里試圖逃跑時遭到警察逮捕，隨後警察發現被埋在屋內的初枝屍體。
信代因誘拐樹里及遺棄初枝的屍體等罪行而入獄服刑，祥太則因被安置在孤兒院。隨後祥太與治一起探望信代，並一起度過一夜，同時治告訴祥太他不再是他的父親。第二天早上，祥太即將離開時，透露他是故意被捕的。樹里回到親生父母身邊後仍舊被忽視，最後她獨自在陽台上俯瞰整個城市。

## 演員
- Lily Franky 飾 治
- 安藤櫻 飾 信代
- 松岡茉優 飾 亞紀
- 樹木希林 飾 初枝
- 城桧吏 飾 祥太
- 佐佐木光結（日语：佐々木みゆ） 飾 樹里
- 緒形直人 飾 柴田譲
- 森口瑤子 飾 柴田葉子
- 山田裕貴 飾 北条保
- 片山萌美 飾 北条希
- 柄本明 飾 山戶頼次
- 高良健吾 飾 前園巧
- 池脇千鶴 飾 宮部希衣

## 製作
導演是枝裕和透漏《小偷家族》是他在思考2013年電影《誰調換了我的父親》的主題“家庭是如何形成？”時所產生的，他在10年前曾考慮過拍攝電影探索這個問題。是枝裕和將《小偷家族》描述為“具有社會意識”的電影，是枝裕和不希望視野只來自少數幾個角色，而是要捕捉“社會中的家庭”，這是他2004年電影《無人知曉的夏日清晨》中的“廣泛觀點”。他將故事背景設定在東京，當時受到日本經濟衰退影響，媒體報導人們如何在貧困中生活及偷竊行為。為了拍攝電影，是枝裕和參觀了一家孤兒院並創作一個場景，靈感來自一位閱讀李歐·李奧尼（Leo Lionni）繪本《小黑魚》（Swimmy）的女孩。
中川雅也和安藤櫻在2017年12月中旬主要攝影工作開始之前加入演出，《小偷家族》是演員城檜吏和佐佐木光結第一次在大螢幕演出。2018年2月，池脇千鶴和山田裕貴加入演出 。《小偷家族》也是樹木希林2018年去世前演出的最後幾部電影之一。
《小偷家族》與富士電視網、Gaga和AOI Pro合作於2017年12月開始拍攝。電影攝影師近藤龍人使用35毫米底片和Arricam ST拍攝，是枝裕和偏好arri 35毫米攝影機，並尋找合適的底片來呈現電影。
導演是枝裕和於獲奬後接受訪問時透露，劇本的設定是「每一場戲都有東西要偷」，探討現今社會百態。而社會上亦有聲音批評是枝裕和是反社會導演，劇情誇大日本實況。

## 發行
2018年，《小偷家族》在坎城影展世界首映。並於同年7月13日在臺灣的院線上映。中國大陸於8月3日上映，影片約刪減了4-5分鐘內容。。

## 反響

### 票房
《小偷家族》在日本上映首周两天有35万人次观看，以4.45亿日元的票房成绩获得当周日本票房冠军。并且蝉联日本电影票房三周的冠军。《小偷家族》票房最終達45億5千萬日圓，也是2018年日本國內票房的第11名。
电影在中国大陆首周两天票房为约4900万人民币，为当周票房第五名。之后票房突破8000万人民币，成为日本真人电影在中国大陆获得的最高成绩。
截至2019年3月5日，《小偷家族》在美國和加拿大的票房收入為320萬美元，在其他地區票房收入為6,940萬美元，全球票房總收入為7,260萬美元。

### 評價

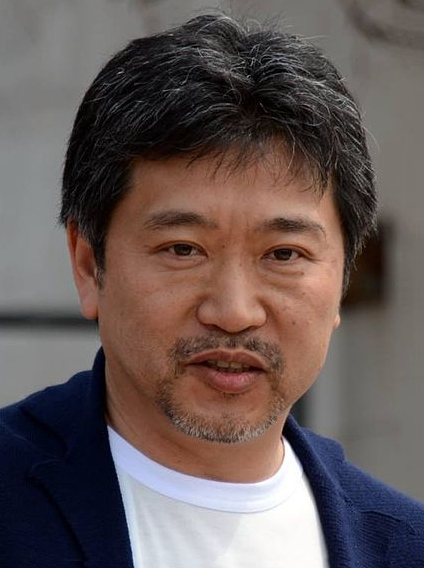
《小偷家族》導演是枝裕和。

《小偷家族》在電影評論網站爛番茄獲得99％的正面評價，共有165條評論，平均評分為8.8/10。該網站的批評共識是：“低調但劇情非常令人感動，《小偷家族》是導演是枝裕和又一部強大的人文主義電影。”《小偷家族》在Metacritic加權平均分為93分（滿分100分），共有40條評論，獲得“普遍讚譽”。
《衛報》的彼得·布拉德肖給《小偷家族》四顆星（滿分為五顆星）評價，宣稱它是一部“豐富，令人滿意的電影”，他隨後在第二次觀看時將評分提升為滿分五顆星。《好萊塢報導》評論家黛博拉·揚稱《小偷家族》“苦樂參半”，因為《小偷家族》“將冷漠的社會正確性與溫暖幸福的虛假底層家庭形成鮮明對比”。《每日電訊報》的羅比·科林（Robbie Collin）將《小偷家族》評分為五顆星，稱《小偷家族》為“是枝裕和精心打造的傑出國片，具有晶瑩剔透的洞察力及嚴厲的敏銳情感”。
IndieWire的戴維·埃爾里奇（David Ehrlich）給《小偷家族》“A-”評價 。TheWrap的本·克洛爾（Ben Croll）宣稱《小偷家族》為是枝裕和“迄今最豐富的電影作品”。Time Out的傑夫·安德魯（Geoff Andrew）給《小偷家族》四顆星，並將是枝裕和稱為“現代的小津安二郎”。Variety的瑪姬·李（Maggie Lee）也將《小偷家族》與查爾斯·狄更斯的小說《孤雛淚》相提並論; 認為中川雅也飾演的角色柴田治與費金相似。
《日本時報》給《小偷家族》五顆星的評價，評論道“電影獲得稱讚是實至名歸”，並將其歸功於“外向自然主義”的風格。
不過也有部分媒體對該片持批評態度，在《映画芸術》第466號刊期中公佈的「2018年電影藝術十佳獎和十差獎」榜單中，《小偷家族》名列「十差獎」的榜首。

### 排行榜
眾多電影評論家將《小偷家族》列入2018年的十大電影名單內。
- 第一名 – James Berardinelli（Reelviews）
- 第一名 – Sheri Linden（The Hollywood Reporter）
- 第二名 – Nicholas Barber（BBC）
- 第二名 – David Sims（The Atlantic）
- 第二名 – Seongyong Cho（RogerEbert.com）
- 第二名 – Philip Martin（Arkansas Democrat-Gazette）
- 第三名 – Manohla Dargis（The New York Times）
- 第三名 – David Rooney（The Hollywood Reporter）
- 第三名 – Marlow Stern（The Daily Beast）
- 第三名 – John Powers（Vogue）
- 第三名 – Peter Debruge（Variety）
- 第三名 – Richard Lawson（Vanity Fair）
- 第四名 – David Ehrlich（Indiewire）
- 第四名 – Jake Coyle（Associated Press）
- 第五名 – Robbie Collin（The Daily Telegraph）
- 第五名 – Allison Shoemaker & Sheila O'Malley（RogerEbert.com）
- 第六名 – Joanna Langfield（The Movie Minute）
- 第七名 – Caryn James（The Hollywood Reporter）
- 第七名 – Emily Yoshida（New York Magazine）
- 第八名 – Frank Scheck & Stephen Farber（The Hollywood Reporter）
- 第八名 – Brian Tallerico（RogerEbert.com）
- 第九名 – Joshua Rothkopf（Time Out New York）
- 第九名 – Todd McCarthy（The Hollywood Reporter）
- 第九名 – Kimber Myers（Indiewire）
- 第九名 – Justin Chang（Los Angeles Times）
- 第十名 – A.A. Dowd（Indiewire）
- 前十名（未排名） – Joe Morgenstern（Wall Street Journal）
- 前十名（未排名） – Moira Macdonald（Seattle Times）
- 前十名（未排名） – James Verniere（Boston Herald）
- 前十名（未排名） – Kenneth Turan（Los Angeles Times）
- 2018年最佳電影（未排名） – Ty Burr（The Boston Globe）

### 榮譽
《小偷家族》在第71屆坎城影展獲得金棕櫚獎，也是日本自從1997年以來首次獲得這個獎項的電影，當年今村昌平以《鰻魚》第二次獲得金棕櫚獎。坎城影展評委會主席凱特·布蘭琪表示「《小偷家族》的影像魅力完全擊中評審們的心，導演與演員們精湛的表現都無懈可擊」。
2018年7月，《小偷家族》在慕尼黑電影節上獲得最佳國際電影獎，陪審團評論說“《小偷家族》開闢了新的可能性，而且最終蘊含了希望”。
| 獎項                      | 頒獎日期         | 類別                   | 入圍者       | 結果   | 參考資料      |
| ------------------------- | ---------------- | ---------------------- | ------------ | ------ | ------------- |
| 奧斯卡金像獎              | 2019年2月24日    | 奧斯卡最佳外語片獎     |              | 提名   | [ 41 ]        |
| 澳洲電影及電視美藝學院獎  | 2019年1月        | 最佳亞洲電影獎         |              | 提名   | [ 42 ]        |
| 女性電影記者聯盟          | 2019年1月10日    | 最佳非英語電影獎       | 是枝裕和     | 提名   | [ 43 ]        |
| 亞洲電影大獎              | 2019年3月17日    | 最佳影片獎             |              | 獲獎   | [ 44 ]        |
| 亞洲電影大獎              | 2019年3月17日    | 最佳導演獎             | 是枝裕和     | 提名   | [ 44 ]        |
| 亞洲電影大獎              | 2019年3月17日    | 最佳女主角獎           | 安藤櫻       | 提名   | [ 44 ]        |
| 亞洲電影大獎              | 2019年3月17日    | 最佳女配角獎           | 松岡茉優     | 提名   | [ 44 ]        |
| 亞洲電影大獎              | 2019年3月17日    | 最佳美術指導獎         | 三松惠子     | 提名   | [ 44 ]        |
| 亞洲電影大獎              | 2019年3月17日    | 最佳原創音樂獎         | 細野晴臣     | 獲獎   | [ 44 ]        |
| 亞太電影獎                | 2018年11月29日   | 最佳影片獎             |              | 獲獎   | [ 45 ] [ 46 ] |
| 亞太電影獎                | 2018年11月29日   | 最佳導演獎             | 是枝裕和     | 提名   | [ 45 ] [ 46 ] |
| 亞太電影獎                | 2018年11月29日   | 最佳編劇獎             | 是枝裕和     | 提名   | [ 45 ] [ 46 ] |
| 奧斯汀影評人協會獎        | 2019年1月7日     | 最佳外語片獎           |              | 提名   | [ 47 ]        |
| 英國電影學院獎            | 2019年2月10日    | 最佳非英語電影獎       |              | 提名   | [ 48 ]        |
| 波迪獎                    | 2019年3月2日     | 最佳非美國電影獎       | 是枝裕和     | 提名   | [ 49 ]        |
| 波士頓影評人協會獎        | 2018年12月16日   | 最佳外語片獎           |              | 獲獎   | [ 50 ]        |
| 波士頓影評人協會獎        | 2018年12月16日   | 最佳整體演出獎         |              | 獲獎   | [ 50 ]        |
| 英國獨立電影獎            | 2018年12月2日    | 最佳外國片獎           |              | 提名   | [ 51 ]        |
| 坎城影展                  | 2018年5月19日    | 金棕櫚獎               | 是枝裕和     | 獲獎   | [ 52 ]        |
| 凯撒电影奖                | 2019年2月22日    | 最佳外國片獎           | 是枝裕和     | 獲獎   | [ 53 ]        |
| 芝加哥影評人協會獎        | 2018年12月8日    | 最佳外語片獎           |              | 提名   | [ 54 ]        |
| 廣播影評人協會獎          | 2019年1月13日    | 最佳外語片獎           |              | 提名   | [ 55 ]        |
| 達拉斯—沃斯堡影評人協會獎 | 2018年12月17日   | 最佳外語片獎           |              | 第三名 | [ 56 ]        |
| 丹佛影展                  | 2018年10月－11月 | 最佳劇情片獎           | 是枝裕和     | 獲獎   | [ 57 ]        |
| 都柏林影評人協會獎        | 2018年12月20日   | 最佳影片獎             |              | 第八名 | [ 58 ]        |
| 都柏林影評人協會獎        | 2018年12月20日   | 最佳導演獎             | 是枝裕和     | 第七名 | [ 58 ]        |
| 佛羅里達影評人協會獎      | 2018年12月21日   | 最佳女配角獎           | 安藤櫻       | 獲獎   | [ 59 ]        |
| 佛羅里達影評人協會獎      | 2018年12月21日   | 最佳外語片獎           |              | 獲獎   | [ 59 ]        |
| 金球獎                    | 2019年1月6日     | 最佳外語片獎           |              | 提名   | [ 60 ]        |
| 金甲蟲獎                  | 2019年1月28日    | 最佳外國片獎           | 是枝裕和     | 獲獎   | [ 61 ]        |
| 獨立精神獎                | 2019年2月23日    | 最佳外國片獎           | 是枝裕和     | 提名   | [ 62 ]        |
| 日本電影金像獎            | 2019年3月1日     | 最佳影片獎             |              | 獲獎   | [ 63 ]        |
| 日本電影金像獎            | 2019年3月1日     | 最佳導演獎             | 是枝裕和     | 獲獎   | [ 63 ]        |
| 日本電影金像獎            | 2019年3月1日     | 最佳編劇獎             | 是枝裕和     | 獲獎   | [ 63 ]        |
| 日本電影金像獎            | 2019年3月1日     | 最佳剪輯獎             | 是枝裕和     | 提名   | [ 63 ]        |
| 日本電影金像獎            | 2019年3月1日     | 最佳男主角獎           | 中川雅也     | 提名   | [ 63 ]        |
| 日本電影金像獎            | 2019年3月1日     | 最佳女主角獎           | 安藤櫻       | 獲獎   | [ 63 ]        |
| 日本電影金像獎            | 2019年3月1日     | 最佳女配角獎           | 樹木希林     | 獲獎   | [ 63 ]        |
| 日本電影金像獎            | 2019年3月1日     | 最佳女配角獎           | 松岡茉優     | 提名   | [ 63 ]        |
| 日本電影金像獎            | 2019年3月1日     | 最佳配樂獎             | 細野晴臣     | 獲獎   | [ 63 ]        |
| 日本電影金像獎            | 2019年3月1日     | 最佳攝影獎             | 近藤龍人     | 獲獎   | [ 63 ]        |
| 日本電影金像獎            | 2019年3月1日     | 最佳燈光獎             | 藤井勇       | 獲獎   | [ 63 ]        |
| 日本電影金像獎            | 2019年3月1日     | 最佳美術獎             | 三ツ松けいこ | 提名   | [ 63 ]        |
| 日本電影金像獎            | 2019年3月1日     | 最佳音效獎             | 富田和彥     | 提名   | [ 63 ]        |
| 電影旬報獎                | 2019年1月28日    | 最佳日本影片獎         |              | 獲獎   | [ 64 ]        |
| 電影旬報獎                | 2019年1月28日    | 最佳女主角獎           | 安藤櫻       | 獲獎   | [ 64 ]        |
| 電影旬報獎                | 2019年1月28日    | 讀者票選最佳日本導演獎 | 是枝裕和     | 獲獎   | [ 64 ]        |
| 電影旬報獎                | 2019年1月28日    | 讀者票選最佳影片獎     |              | 獲獎   | [ 64 ]        |
| 倫敦影評人協會獎          | 2019年1月20日    | 最佳影片獎             |              | 提名   | [ 65 ]        |
| 倫敦影評人協會獎          | 2019年1月20日    | 最佳外語片獎           |              | 提名   | [ 65 ]        |
| 洛杉磯影評人協會獎        | 2018年12月9日    | 最佳外語片獎           |              | 獲獎   | [ 66 ]        |
| 每日電影獎                | 2019年           | 最佳影片獎             |              | 獲獎   | [ 67 ]        |
| 每日電影獎                | 2019年           | 最佳女主角獎           | 安藤櫻       | 獲獎   | [ 67 ]        |
| 每日電影獎                | 2019年           | 最佳女配角獎           | 樹木希林     | 獲獎   | [ 67 ]        |
| 慕尼黑影展                | 2018年6月－7月   | 最佳國際電影獎         | 是枝裕和     | 獲獎   | [ 68 ]        |
| 國家評論協會獎            | 2018年11月27日   | 年度五大外語片         |              | 獲獎   | [ 69 ]        |
| 日刊體育電影大獎          | 2018年           | 最佳影片獎             | 是枝裕和     | 獲獎   | [ 70 ]        |
| 日刊體育電影大獎          | 2018年           | 最佳女主角獎           | 安藤櫻       | 獲獎   | [ 70 ]        |
| 日刊體育電影大獎          | 2018年           | 最佳女配角獎           | 松岡茉優     | 獲獎   | [ 70 ]        |
| 線上影評人協會獎          | 2019年1月2日     | 最佳外語片獎           |              | 提名   | [ 71 ]        |
| 聖地牙哥影評人協會獎      | 2018年12月10日   | 最佳外語片獎           |              | 獲獎   | [ 72 ]        |
| 衛星獎                    | 2019年2月17日    | 最佳外語片獎           |              | 提名   | [ 73 ]        |
| 西雅圖影評人協會獎        | 2018年12月17日   | 最佳外語片獎           |              | 提名   | [ 74 ]        |
| 聖路易影評人協會獎        | 2018年12月16日   | 最佳外語片獎           |              | 提名   | [ 75 ]        |
| 東京體育電影大獎          | 2019年           | 最佳影片獎             |              | 獲獎   | [ 76 ]        |
| 東京體育電影大獎          | 2019年           | 最佳女主角獎           | 安藤櫻       | 獲獎   | [ 76 ]        |
| 東京體育電影大獎          | 2019年           | 最佳男主角獎           | 中川雅也     | 獲獎   | [ 76 ]        |
| 溫哥華影評人協會獎        | 2018年12月17日   | 最佳外語片獎           |              | 提名   | [ 77 ]        |
| 溫哥華國際影展            | 2018年9月–10月   | 最受歡迎國際片獎       | 是枝裕和     | 獲獎   | [ 78 ]        |
| 華盛頓特區影評人協會獎    | 2018年12月3日    | 最佳外語片獎           |              | 提名   | [ 79 ]        |
| 報知電影獎                | 2018年11月27日   | 最佳女配角獎           | 樹木希林     | 獲獎   | [ 80 ]        |
| 山路文子電影獎            | 2018年10月       | 最佳女主角獎           | 安藤櫻       | 獲獎   | [ 81 ]        |
| 橫濱電影節                | 2018年           | 最佳女主角獎           | 安藤櫻       | 獲獎   | [ 82 ]        |
| 橫濱電影節                | 2018年           | 最佳女配角獎           | 松岡茉優     | 獲獎   | [ 82 ]        |
| 多摩電影節                | 2018年10月4日    | 最佳影片獎             |              | 獲獎   | [ 83 ]        |
| 多摩電影節                | 2018年10月4日    | 最佳女演員獎           | 安藤櫻       | 獲獎   | [ 83 ]        |
| 多摩電影節                | 2018年10月4日    | 最佳女演員獎           | 松岡茉優     | 獲獎   | [ 83 ]        |
| 藍絲帶獎                  | 2019年1月20日    | 最佳女配角獎           | 松岡茉優     | 獲獎   | [ 84 ]        |
| 日本網路電影大獎          | 2019年           | 最佳日本影片獎         |              | 第二名 | [ 85 ] [ 86 ] |
| 日本網路電影大獎          | 2019年           | 最佳日本導演獎         | 是枝裕和     | 獲獎   | [ 85 ] [ 86 ] |
| 日本網路電影大獎          | 2019年           | 最佳女配角獎           | 樹木希林     | 獲獎   | [ 85 ] [ 86 ] |
| 日本網路電影大獎          | 2019年           | 最佳日本電影衝擊獎     | 樹木希林     | 獲獎   | [ 85 ] [ 86 ] |
| 全國映連獎                | 2019年           | 最佳日本影片獎         |              | 獲獎   | [ 87 ]        |
| 全國映連獎                | 2019年           | 最佳導演獎             | 是枝裕和     | 獲獎   | [ 87 ]        |
| 全國映連獎                | 2019年           | 最佳女演員獎           | 安藤櫻       | 獲獎   | [ 87 ]        |

## 外部連結
- Yahoo奇摩電影上《小偷家族》的資料（繁體中文）
- 開眼電影網上《小偷家族》的資料（繁體中文）
- 豆瓣电影上《小偷家族》的資料 （简体中文）
- 爛番茄上《小偷家族》的資料（英文）
- 互联网电影数据库（IMDb）上《小偷家族》的资料（英文）

| 香港 ViuTV 週六好戲勢 21:30 - 00:00 | 香港 ViuTV 週六好戲勢 21:30 - 00:00 | 香港 ViuTV 週六好戲勢 21:30 - 00:00 |
| ----------------------------------- | ----------------------------------- | ----------------------------------- |
|                                     | 小偷家族 （2022年5月21日）          |                                     |
| 魔警（重播） （2022年5月14日）      | —                                   |                                     |